# Узерли, Мерьем
Мерье́м Сахра́ Узерли́  (тур. Meryem Sahra Uzerli; род. 12 августа 1983, Кассель) — турецко-немецкая актриса театра и кино, фотомодель. Мировую известность приобрела после роли Хюррем-султан в культовом телесериале «Великолепный век».

## Жизнь и карьера
Мерье́м Сахра́ Узерли родилась 12 августа 1983 года в городе Кассель, Германия. Её мать Урсула — немка, а отец Хуссейн — турок. Является младшим, четвёртым ребёнком в семье: у неё два старших сводных брата от первого брака матери и старшая родная сестра. С 2000 по 2003 год обучалась актёрскому мастерству в драматической студии Фрезе в Гамбурге, после чего несколько лет работала в одном из театров Берлина. С 2008 года начала сниматься в немецких фильмах и телесериалах, исполняя эпизодические роли.
В ноябре 2010 года получила предложение сыграть главную роль в историческом телесериале «Великолепный век», посвящённом истории Османской империи времён правления султана Сулеймана Великолепного и его отношений со славянской наложницей, впоследствии ставшей известной как Роксолана. Создатели проекта узнали об Узерли благодаря её коллеге по театру, имеющей турецкое происхождение, которая проходила кастинг, но не получила роль. Ознакомившись с работами актрисы в немецких короткометражных фильмах, продюсеры пригласили её на пробы в Стамбул.
После прохождения пятидневного кастинга Узерли была утверждена на роль. По словам сценаристки Мерал Окай и продюсера Тимура Савджи, поиски актрисы на роль Хюррем-султан продолжались два года, однако ни одна из двух тысяч претенденток, допущенных к пробам, не соответствовала требованиям создателей. Мерьем присоединилась к актёрскому составу последней, и уже через две недели начался съёмочный процесс, который давался ей с трудом из-за недостаточного знания турецкого языка, необходимости длительного заучивания реплик и признаков начавшейся депрессии. Актрисы Сельма Эргеч и Нур Феттахоглу, также имеющие турецко-немецкое происхождение, подружились с Узерли на съёмочной площадке и продолжили тесное общение после завершения работы над сериалом.
«Великолепный век» транслировался в 70 странах мира, и на протяжении четырёх лет эфира имел очень высокие рейтинги. Он принёс актрисе мировую известность, признание и множество престижных наград. Зрители и критики высоко оценили её актёрскую игру и огромную отдачу персонажу. Несмотря на грандиозный успех, летом 2013 года стало известно о внезапном уходе Узерли из сериала. 16 мая 2013 года, когда до окончания третьего сезона оставалось снять четыре серии, Мерьем неожиданно написала заявление на трёхдневный отпуск и в спешке улетела в Берлин не предупредив об этом руководство сериала. 19 мая, когда Узерли была обязана явиться на работу, она позвонила продюсерам и заявила, что находится под наблюдением врачей в одной из психиатрических клиник Берлина, сказав: «Моё психическое состояние крайне тяжёлое. Я очень плохо себя чувствую и не смогу присутствовать на съёмках». Продюсеры были шокированы, но отнеслись к её проблеме с пониманием и перенесли съёмки 101 серии на неделю, заверив актрису в том, что будут искать альтернативные варианты графика съёмок, сократят сценарий и сделают всё возможное для обеспечения необходимого ей лечения у лучших врачей Стамбула, если она до конца мая прибудет для завершения работы над третьим сезоном. Но Мерьем не вернулась, а также перестала выходить на связь с представителями съёмочной группы. Руководители проекта в течение нескольких дней безуспешно пытались связаться с актрисой и её родными. Чуть позже от адвокатов Узерли поступило заявление, в котором они запретили создателям сериала предпринимать любые попытки связаться с ней. 23 мая родные актрисы прислали электронное письмо, где сообщили, что Мерьем не намерена возвращаться на съёмки и более того — она приняла решение покинуть сериал. 30 мая от компании «Tims Productions» поступило официальное заявление, в котором они сообщили об уходе главной актрисы с изложением всех деталей сложившейся ситуации. Съёмки оставшихся серий третьего сезона возобновились после двухнедельного перерыва с полностью изменённым сценарием и укороченным хронометражем.
Как позже выяснилось, на её внезапный уход также повлиял конфликт с продюсерами сериала из-за денег. Помимо того, что гонорар Халита Эргенча, исполнявшего главную мужскую роль, был в два раза больше гонорара Узерли, ему дополнительно выплачивались премии как процент от сделок по продажам прав на показ сериала в новых странах. Эта информация была скрыта от всего актёрского состава. Когда Мерьем всё же узнала об этом, то потребовала таких же привилегий и для себя, а также прибавление к основному гонорару, но получила отказ. Возмутившись, актриса приняла решение прервать съёмки, уехать на родину и больше не возвращаться. Когда эта информация стала достоянием общественности, Узерли и продюсеры публично обвиняли друг друга в отсутствии профессионализма, клевете и нарушении подписанных соглашений. Продюсер проекта Тимур Савджи назвал поступок актрисы подлым, а её саму обвинил в лицемерии, эгоизме и меркантильности, она же в свою очередь заявила, что не могла больше мириться с условиями работы, а обстановку на съёмочной площадке назвала невыносимой.
Позже Узерли в различных интервью рассказывала, что конфликт с продюсерами не был основной причиной её ухода. Актриса призналась, что очень сильно устала от съёмок сериала, которые длились по 16 часов в сутки практически без выходных в слишком быстрых для неё темпах. Из-за постоянной занятости на работе у неё начался личностный кризис и она перестала чувствовать себя счастливой. В тот период она также переживала разлад в отношениях со своим женихом, от которого забеременела во время работы над сериалом. В сентябре 2013 года они расстались с громким скандалом. Со слов Мерьем, по возвращении в Германию она пережила нервный срыв и находилась на лечении в психиатрической клинике, где у неё диагностировали «эмоциональное выгорание».
В одном из интервью Мерьем детально охарактеризовала своё видение ситуации:

«Возможно, тогда я действительно могла бы повести себя по-другому. Но я не уверена, что это было возможно в сложившейся ситуации и тех условиях съёмок. Мне кажется, я просто не смогла бы хорошо играть в то время. И я не хотела это допускать, ведь это похоже на предательство самой себя. Мне пришлось уйти из сериала, потому как я начала чувствовать себя роботом. Пыталась быть идеальной и выполнять работу на отлично. Говорила себе: «Мерьем, ты машина, и ты сделаешь эту работу». Я чувствовала себя виноватой и эмоционально истощённой. У меня был нервный срыв, но благодаря поддержке близких я справилась. Теперь эта история осталась в прошлом»— интервью
В конце 2014 года Мерьем вернулась в Стамбул и объявила о своём возвращении. В 2016 году она появилась сразу в трёх масштабных проектах с главными ролями. 
12 января на телеканале Star TV состоялся премьерный показ драматического сериала «Королева ночи», который создавался специально для Узерли. Сериал имел широкую рекламную кампанию и привлёк внимание общественности ещё на стадии разработки, поскольку его производство сопровождалось множеством проблем. Проект сменил несколько сценаристов, сценарий неоднократно переписывался, несколько раз менялся актёрский состав, режиссёры и название. Несмотря на высокий бюджет, привлечение одних из самых известных актёров и кинематографистов Турции, сериал с первой же серии показал низкие рейтинги и получил отрицательные отзывы от критиков, вследствие чего был закрыт после 15 серий. Сама Узерли признавалась, что подписалась на проект в основном из-за высокого гонорара и предложения продюсеров написать шоу персонально для неё и назвала его «экспериментом».
В марте на турецкие киноэкраны вышел драматический фильм «Материнская рана». Партнёрами актрисы в картине стали сразу несколько коллег по сериалу «Великолепный век»: Окан Ялабык, Сабина Тозия и Озан Гювен. Фильм имел умеренный успех в турецком кинопрокате и получил в целом положительные отзывы от критиков.
Осенью Мерьем присоединилась к актёрскому составу популярного криминального телесериала «Мафия не может править миром» с гостевой ролью русской шпионки. В нём она вновь сыграла с коллегами по сериалу «Великолепный век» Дениз Чакыр и Сабиной Тозией. После участия в 20 сериях актриса покинула сериал. 
Между участием во всех этих проектах, Мерьем также основала свой косметический бренд под названием «Meryem Cosmetics», а в Берлине открыла кафе-пекарню «Nosh Nosh», которую в 2022 году пришлось закрыть из-за экономического кризиса. 
В 2017 году Узерли сообщила прессе, что больше не будет сниматься в телесериалах, а только в фильмах для кинотеатров. В том же году она сыграла главные роли в комедийном боевике «Умник Реджаи» и триллере с элементами драмы «Другая сторона». Оба фильма не имели коммерческого успеха и получили отрицательные отзывы от критиков и зрителей. В 2019 году Netflix представил артхаусный фильм «Улей», где Узерли сыграла главную роль женщины-пчеловода, которая пытается обойти законы природы. Лента не имела успеха среди зрителей, но получила положительные отзывы от критиков и была отмечена наградами на различных кинофестивалях.
После пятилетнего перерыва в карьере, в мае 2024 года Узерли вернулась с главной ролью в драматическом мини-сериале «Ру», где она и Бурак Беркай Акгюль сыграли главные роли пары с большой разницей в возрасте. В декабре 2024 года актриса присоединилась к актёрскому составу исторического телесериала «Семья Шакир-паши: Чудеса и Скандалы».

## Личная жизнь
С 2003 по 2009 год Мерьем встречалась с мужчиной турецко-немецкого происхождения по имени Озджан. По словам актрисы, постепенно их отношения себя исчерпали, и они оставались друзьями, пока Узерли не узнала, что он продал прессе личные фотографии с отдыха и разглашал интимные подробности их отношений.
В 2011 году актриса начала встречаться с турецким бизнесменом Джаном Атешем. Спустя год отношений пара объявила о помолвке. В августе 2013 года они расстались с громким скандалом и в том же месяце Мерьем объявила, что находится на четвёртом месяце беременности. 10 февраля 2014 года она родила дочь, которую назвала Лара.
С 2014 по 2015 год у Узерли были отношения с турецким актёром Озаном Гювеном. Они познакомились на съёмках сериала «Великолепный век» и быстро сблизились. По признанию актрисы, она сразу же начала испытывать к нему симпатию. Позже они вместе сыграли главные роли супругов в фильме «Материнская рана». Мерьем всегда отзывалась об Озане в наилучшем ключе и благодарила за оказанную поддержку в трудный период её жизни. Несмотря на расставание, они находятся в статусе лучших друзей.
В последующие годы у актрисы были непродолжительные романы с несколькими мужчинами. В 2016 году она несколько месяцев встречалась с турецким бизнесменом Альпом Озджаном. Они вместе появлялись на публике, а также их видели отдыхающими во Франции. В 2017 году Узерли состояла в отношениях с турецким актёром Чаглара Эртугрулом, с которым познакомилась в Хорватии. Ходили слухи, что ради отношений с Мерьем он покинул свою невесту, но несмотря на это, спустя несколько месяцев стало известно, что пара распалась.
В 2021 году Узерли стала мамой во второй раз. Она родила девочку, которую назвала Лили Кои. Отца ребёнка, который как позже выяснилось является американским бизнесменом, актриса скрывала от общественности. В ноябре 2022 года Мерьем сообщила, что рассталась с отцом своей младшей дочери после двух лет отношений.

## Фильмография
| Год       |     | Русское название                    | Оригинальное название                      | Роль                       |
| --------- | --- | ----------------------------------- | ------------------------------------------ | -------------------------- |
| 2008      | ф   | Втроём                              | Ménage ä trois                             | Маделина                   |
| 2008      | с   | Инга Линдстрём                      | Inga Lindström                             | Бритта                     |
| 2009      | ф   | Безумный уик-енд                    | Das total verrückte Wochenende             | проститутка                |
| 2009      | ф   | Звёзды на льду                      | Sterne über dem Eis                        | студентка                  |
| 2010      | кор | Линия                               | The Line                                   | Анна                       |
| 2010      | с   | МВЛФ: Мы все любим футбол           | WALF: We All Love Football                 | Лина                       |
| 2010      | кор | Дела любовные                       | Lover's Guide                              | Мара                       |
| 2010      | ф   | Путешествие без возврата            | Journey of No Return                       | стюардесса                 |
| 2010      | с   | Гамбург Докленд                     | Notruf Hafenkante                          | Элина                      |
| 2010      | кор | А теперь балет                      | Jetzt aber Ballett                         | Саша Китано                |
| 2010      | с   | Дело для двоих                      | Ein Fall für zwei                          | Анкель                     |
| 2011—2013 | с   | Великолепный век                    | Muhteşem Yüzyıl                            | Хюррем-султан / Александра |
| 2014      | док | Великолепный век. Тайный мир        | Muhteşem Yüzyıl. Gizli Dünya               | она сама                   |
| 2016      | с   | Королева ночи                       | Gecenin Kraliçesi                          | Селин Булут                |
| 2016      | ф   | Материнская рана                    | Annemin Yarasi                             | Мария                      |
| 2016—2017 | с   | Мафия не может править миром        | Eşkıya Dünyaya Hükümdar Olmaz              | Сьюзан Эллиот              |
| 2017      | ф   | Умник Реджаи                        | Cingöz Recai                               | Гёзе                       |
| 2017      | ф   | Другая сторона                      | Öteki Taraf                                | Сара                       |
| 2019      | ф   | Улей                                | Kovan                                      | Айше                       |
| 2024      | с   | Ру                                  | Ru                                         | Рейан                      |
| 2024—2025 | с   | Семья Шакир-паши: Чудеса и Скандалы | Şakir Paşa Ailesi: Mucizeler ve Skandallar | Розали                     |

## Награды и номинации
| Год  | Премия                           | Категория                    | Итог      |
| ---- | -------------------------------- | ---------------------------- | --------- |
| 2011 | Ayaklı Gazete TV Yıldızları      | Лучшая актриса 2011 года     | Победа    |
| 2011 | Премия «Silver House»            | Лучшая женская роль          | Победа    |
| 2011 | Премия Академии Tüketici         | Лучшая женская роль          | Победа    |
| 2012 | Премия «Золотая бабочка»         | Лучшая драматическая актриса | Победа    |
| 2012 | Телевизионная премия Анталии     | Лучшая драматическая актриса | Номинация |
| 2012 | Ayaklı Gazete TV Yıldızları      | Лучшая актриса сериала       | Победа    |
| 2013 | Премия «Звезда года»             | Лучшая рейтинговая актриса   | Победа    |
| 2013 | Премия «Kristal Fare»            | Лучшая актриса сериала       | Победа    |
| 2013 | Телевизионная премия Анталии     | Лучшая драматическая актриса | Победа    |
| 2016 | Международная награда Бейрута    | Лучшая международная актриса | Победа    |
| 2020 | Кинофестиваль «Золотой апельсин» | Лучшая женская роль          | Победа    |
| 2020 | Кинофестиваль «Челси»            | Лучшая международная актриса | Победа    |